# Пенчнев (гміна)
Гміна Пенчнев (пол. Gmina Pęczniew) — сільська гміна у центральній Польщі. Належить до Поддембицького повіту Лодзинського воєводства.
Станом на 31 грудня 2011 у гміні проживало 3551 особа.

## Площа
Згідно з даними за 2007 рік площа гміни становила 128.38 км², у тому числі:
- орні землі: 61.00%
- ліси: 11.00%

Таким чином, площа гміни становить 14.57% площі повіту.

## Населення
Станом на 31 грудня 2011:
| Опис     | Загалом | Загалом | Чоловіки | Чоловіки | Жінки | Жінки |
| -------- | ------- | ------- | -------- | -------- | ----- | ----- |
| одиниця  | осіб    | %       | осіб     | %        | осіб  | %     |
| все      | 3551    | 100     | 1764     | 49.68    | 1787  | 50.32 |
| міське   | 0       | 100     | 0        |          | 0     |       |
| сільське | 3551    | 100     | 1764     | 49.68    | 1787  | 50.32 |

## Сусідні гміни
Гміна Пенчнев межує з такими гмінами: Варта, Добра, Задзім, Поддембіце.